# Werner Schnitzer
Werner Robert Schnitzer (Donauwörth, 9 januari 1942) is een Duitse acteur. Zijn opleiding genoot hij aan de Schauspielschule in München. Hij trad op in het Residenztheater in München, het Schauspielhaus in Keulen, het Stadttheater Bern en in het Düsseldorfer Schauspielhaus.
Naast zijn theaterrollen was hij te zien in diverse Duitse politieseries zoals Der Kommissar, Der Alte en Derrick. Vanaf 1998 hoort hij als Jacob Hahne bij het team van de politieserie Siska, in oktober 2008 vervulde hij die rol al 91 keer en is daarmee de koploper als medespeler in de serie.

## Rollen

### Theater (selectie)
- 1965 Die Stühle
- 1969 Wallenstein
- 1971 Drei Schwestern
- 1973 Die Kassette
- 1984 Peer Gynt

### Film en televisie (selectie)
- vanaf 1998: Siska, regie: H.-J. Tögel, V. Glowna, D. Haugk, G. Erhardt, J. Vilsmaier

- 1975: Tatort – Das zweite Geständnis
- 1975: Derrick – Kamillas junger Freund (televisieserie)
- 1975: Der Kommissar - Der Mord an Doktor Winter (televisieserie)
- 1978: Der Alte – Erkältung im Sommer (televisieserie)
- 1982: Die weiße Rose, regie: M. Verhoeven
- 1985: Hochzeit (televisiefilm), regie: Kurt Wilhelm
- 1986: Der Alte – Zwei Leben
- 1986: Der Alte – Killer gesucht
- 1988: Herbstmilch, regie: J. Vilsmaier
- 1989: Derrick – Diebachs Frau
- 1992: Ein Fall für zwei (televisieserie)
- 1993: Der Komödienstadel – Der siebte Bua
- 1993: Eine unheilige Ehe, regie: M. Verhoeven
- 1994: Lutz & Hardy (televisieserie, 1 aflevering)
- 1994: Alle meine Töchter (televisieserie, 1 aflevering)
- 1994: Derrick – Das Thema
- 1995 Tatort, Der Bulle, Der Alte, Regie: H. Ashley/W. Becker
- 1996: Du, Ärzte
- 1996: Alle haben geschwiegen
- 1996: Der Alte - Nachtmorde
- 1986: Der Alte - Der Tod schreibt das Ende
- 1997: Derrick – Die Tochter des Mörders
- 1997 Forsthaus Falkenau
- 1998: Der Alte – Rivalen
- 1998: Der Alte – Tod eines Dealers
- 1998: Der Bulle von Tölz: Berg der Begierden
- 1999: Zwei Brüder (televisieserie, 1 aflevering)
- 1999: Dr. Stefan Frank – Der Arzt, dem die Frauen vertrauen – Stellenweise Glatteis
- 1998–2008: Siska (televisieserie), als Jacob Hahne
- 2009: Die Rosenheim-Cops – Tod im Milchsee (televisieserie)

- Bibliothèque nationale de France: cb180089491 (data)
- Gemeinsame Normdatei: 1062218779
- International Standard Name Identifier: 0000 0005 0681 7860